# 蘋果跟橘子

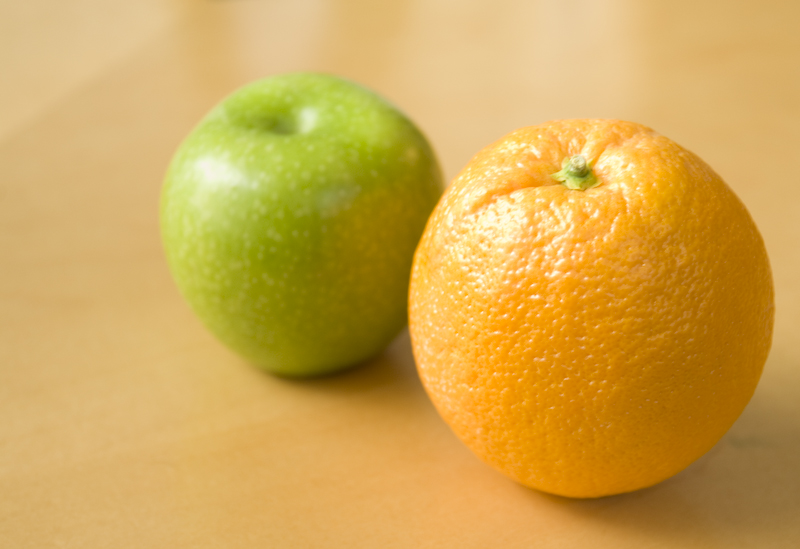
一顆蘋果跟一顆橘子，這兩者是不能在現實上做出有意義的比較的。

拿蘋果跟橘子（英語：Apples and oranges）比會在拿兩樣無法在現實上做出有意義比較的事物做對比時發生，而這往往是這些事物事物天生的、本質的或者質性的差異所致。
「拿蘋果跟橘子比」這熟語常用以指一些一般認為彼此間不能比較或不同處不能通約的事物，像是蘋果跟橘子；而這熟語也常用以指稱一個論證犯下了不當類比的謬誤，像是說「蘋果在某方面不是一個好的橘子」等。

## 變體
這個熟語可見於英語的「Apples and oranges」，但並不僅限於英語中，「拿蘋果跟橘子比」現在在中文也偶有使用，像是2012年時，時任文藻外語學院校長的蘇其康就曾說，「文藻是全台唯一的外語學院，拿來跟科大一起比，好像『拿蘋果跟橘子比』，立足點不公平。」；此外，魁北克法語也有「comparer des pommes avec des oranges」（意即「拿蘋果跟橘子比」）這樣的表達方式；而歐洲法語則用「comparer des pommes et des poires」（意即「拿蘋果跟梨子比」）或「comparer des choux et des carottes」（意即「拿高麗菜跟胡蘿蔔比」）來表達類似的意思；而在拉丁美洲西班牙語中，人們會講「comparar papas y boniatos」（意即「拿馬鈴薯跟番薯比」），而在各種西班牙語變體中都通用的說法則是「comparar peras con manzanas」（意即「拿梨子跟蘋果比」；然而在其他的一些語言中，「橘子」一詞派生自指稱「蘋果」的詞彙，這表示在這些語言使用者的觀念中，兩者不只可直接比較，且這種可比性也含蓄地存在於其名稱中。
在很多其他語言中，橘子以外的水果會被用於類似的片語中做「比較」，像是在丹麥語、荷蘭語、德語、西班牙語、瑞典語、克羅埃西亞語、捷克語、羅馬尼亞語、匈牙利語、義大利語、斯洛伐克語、斯洛維尼亞語、盧森堡語、塞爾維亞語和土耳其語等語言中，蘋果被與梨子做「比較」；事實上，在西班牙語中，有「sumar peras con manzanas」（意即「將梨子加到蘋果中」）這樣的說法，類似的說法也存在於義大利語（sommare le mele con le pere）跟羅馬尼亞語（a aduna merele cu perele）中；而葡萄牙語則有「comparar laranjas com bananas」（意即「拿橘子跟香蕉比」）這樣的說法；而捷克語則有「míchat jablka s hruškami」（意即「將蘋果跟梨子混在一起」）這樣的說法。

不是所有的蘋果都一樣，也不是所有的橘子都一樣

一些語言會「比較」完全不同的物體，像塞爾維亞語有（意即「拿奶奶跟蛤蟆比」）這樣的說法；羅馬尼亞語有（意即「拿奶奶跟機關槍比」）這樣的說法以及（意即「拿牛跟秋褲比」）這樣的說法；威爾斯語則有（意即「跟蜂蜜與奶油一樣不同」）這樣的說法；而其他語言則會用具有不同性質的不同物體相「比較」，像例如丹麥語有（字面涵義為「圓塔跟霹靂哪個是最高的？」）這樣的熟語，這其中「比較」的是前者的大小與後者的聲音；而俄語則有（意即「拿暖跟軟比」）這樣的說法；在阿根廷，一個常見的、表達此意的問句是（字面涵義為「愛跟斧眼有何共同之處？」），而這問句的目的是要強調兩者間的不同之處；而哥倫比亞有一個相似但更加粗魯的說法是：（意即「把米田共跟膏油搞混」）；而波蘭語則有（字面涵義為「薑餅對風車有何用處？」）；中文的「風馬牛不相及」也是此類表達方式之一。而台灣早在1914年以前便有「𡳞鳥比雞腿」此一用法。
即使在英語中，在話者相信被比較的兩個事物有根本不同之處時，也會用一些更加誇飾、表達類似含意的說法，像是例如「oranges with orangutans」（意即「橘子跟紅毛猩猩」）、「apples with dishwashers」（意即「蘋果跟洗碗機」）等等；此外，在英語中，有時像是梨子、李子或檸檬不同的水果也會在此種情境中用做橘子的替代品。
有時這類的句子中被「比較」的兩個物體的單詞發音相似，像例如羅馬尼亞語的（意即「蘋果跟梨子」）和匈牙利語的（意即「季節跟流行」）等都是其中的例子。

## 相關「比較」

### 科學上的「比較」

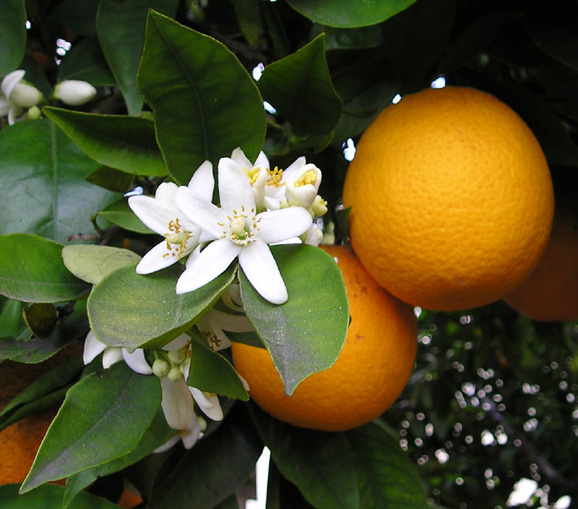
就如蘋果般，橘子長在樹上。

目前至少有兩篇恶搞「研究」以此為主題，而這兩篇研究都說蘋果跟橘子很容易比較、兩者間的比較成本低且這兩種水果相當類似。
這其中的第一篇「研究」由美國太空總署艾姆斯研究中心的天文學家Scott Sandford所做，他使用紅外線光譜學的技巧分析蘋果跟橘子，並將研究的結果發表在惡搞性的科學期刊《不太可能研究學報》上，並總結說「……『拿蘋果跟橘子比』的辯護不應再視為有效的，這是一個令人驚訝的發現，我們可預期這在未來會為辯論與討論技巧帶來戲劇性的影響。」
第二篇「研究」是由斯坦福德醫院的首席外科醫師James Barone所寫出的，並刊登於《英國醫學期刊》之上。這篇文章指出「蘋果跟橘子」這片語越來越常出現於醫學文獻中，而其中的一些文章將「地氟醚跟異丙酚」以及「沙美特羅跟異丙托溴銨」和「蘋果跟橘子」做比較；這篇文章還發現說蘋果跟橘子兩者皆有甜味、兩者在大小、重量和形狀方面相似，兩者皆產自果園，且兩者都能吃，也都能做成果汁等等；這篇文章並發現說兩者顯著的不同之處只有種子（這篇研究用無子橘子）、蘋果佬約翰尼的涉入以及顏色而已。
《不太可能研究學報》之後還指出比起《英國醫學期刊》的那篇，他們「先前刊登的研究更具有深度、更加精確，且更重要地，使用了更貴重的儀器。」

### 經濟上的「比較」
在2014年的愚人節中，《經濟學人》比較了1983年至2013年間蘋果和橘子的產量，但也註明說這兩者是「無關的數值」。

## 在教導單位使用上的應用
盡管「拿蘋果跟橘子比」是一種修辭技巧，但在教學上，蘋果與橘子也是教導學生正確使用測量單位的方法；在此，「不要把蘋果與橘子相加」的訓誡，指的是不同單位的數量不應該彼此相加的要求；然而，不同單位的量總可透過乘除後彼此相加，因此在此處，將蘋果和橘子的數量乘上一定比例是允許的；此外，兩者間的區別也隱喻性地用在初等代數的教學上。
這種訓誡並不僅僅是一種方便的比喻，而這是因為物件的數量本身不帶有單位所致，而且比方說，蘋果的數量可能是無因次的，也可能是帶有「水果」這個因次的；而在這些情況下，蘋果跟橘子是可相加的。